# Малгобецький район
Малгобецький муніципальний район (інг. МагІалбіка шахьар) — адміністративний і муніципальний район в північно-західній частині Інгушетії.
Адміністративний центр — місто Малгобек (не входить до складу району).

## Географія
Малгобецький район знаходиться в північній частині Інгушетії. На півночі і на заході він межує з Північною Осетією, на сході межує з Чеченської республікою, а на півдні — з Назрановським і Сунженським районами Інгушетії.

## Історія
Район утворений в 1991 році при поділі Чечено-Інгушської Республіки на Чеченську і Інгушську Республіки.
Статус муніципального Малгобекський район отримав тільки в 2009 році. Тоді ж у його складі було утворено 12 муніципальних утворень зі статусом сільського поселення.

## Населення
Національний склад
За даними Всеросійського перепису населення 2010 року
| Національність | Чисельність (чол.) | Процентне співвідношення |
| Інгуші         | 40 729             | 85,29%                   |
| Чеченці        | 6 195              | 12,97%                   |
| Турки          | 402                | 0,84%                    |
| Росіяни        | 130                | 0,27%                    |
| Кумики         | 61                 | 0,13%                    |
| Інші           | 75                 | 0,16%                    |
| Не вказали     | 162                | 0,34%                    |
| Всего          | 47 754             | 100,00%                  |